# 太平洋甲蠊
太平洋甲蠊（學名：Diploptera punctata），又名太平洋碩蠊或太平洋折翅蠊，是一種匍蜚蠊科甲蠊屬的中型卵胎生蜚蠊，主要分布於斯里蘭卡、中國西南部（雲南、廣西、海南）至東南亞一帶、澳洲、薩摩亞與夏威夷。雌蟲會分泌一種名為「蟑螂奶」的高營養蛋白質結晶體以哺育幼蟲。成蟲擁有化學防禦機制，在危險時會從腹部兩側的氣孔排放有毒的醌以驅趕天敵。